# Nectria pertusoides
Nectria pertusoides är en svampart som beskrevs av Samuels 1976. Nectria pertusoides ingår i släktet Nectria och familjen Nectriaceae.   Inga underarter finns listade i Catalogue of Life.